# Roger Ier de Fézensaguet
Pour les articles homonymes, voir Roger Ier.
Roger Ier d'Armagnac, né vers 1190 et mort le 22 mars 1245, fut vicomte de Fézensaguet. Il était fils de Bernard Ier d'Armagnac et de Lomagne, vicomte de Fézensaguet, et de Géralda.

## Biographie
Roger Ier de Fézensaguet épousa Pincelle d'Albret, fille d'Amanieu IV sire d'Albret et d'Almodis d'Angoulême, et sœur d'Amanieu V d'Albret. Ils eurent :
- Géraud VI (1235 † 1285), vicomte de Fézensaguet, puis comte d'Armagnac et de Fézensac ;
- Roger (II), fondateur de la branche des seigneurs puis barons d'Armagnac de Termes ;
Parmi les membres les plus connus de cette branche figurent Thibaut d'Armagnac de Termes (1405-1457 ; compagnon de Jeanne d'Arc), et son cousin germain Jean de Béarn de Lescun († 1473 ; dit le bâtard d'Armagnac en lignée maternelle, par sa mère Anne d'Armagnac de Termes ; comte de Comminges, maréchal de France) ;
- Amanieu († 1318), archevêque d'Auch ;
- Arnaud-Bernard († 1272), tué dans un combat contre Géraud de Cazaubon.